# 毛沟镇
毛沟镇，是中华人民共和国湖南省湘西土家族苗族自治州保靖县下辖的一个乡镇级行政单位。

## 行政区划
毛沟镇下辖以下地区：
永和社区、白坪村、排当村、巴科村、田冲村、舍坪村、阳坪村、略水村、民主村、如景村、下略村、田家村、坡脚村、卧当村、拱桥村、永和村、野猫村和鱼车村。